# Zornia puberula
Zornia puberula är en ärtväxtart som beskrevs av Robert H Mohlenbrock. Zornia puberula ingår i släktet Zornia och familjen ärtväxter. Inga underarter finns listade i Catalogue of Life.